# Augustus Edward Hough Love
Augustus Edward Hough Love, más conocido como A. E. H. Love (17 de abril de 1863 Weston-super-Mare – 5 de junio de 1940, Oxford), fue un matemático y geofísico del Reino Unido. Es famoso por su trabajo en la teoría matemática de elasticidad. También trabajó en la propagación de ondas y contribuyó a la teoría del acoplamiento de marea, introduciendo en esta última los parámetros conocidos como los números de Love, los cuales son ampliamente utilizados. 
Su trabajo en la estructura de la tierra en Some Problems of Geodynamics (“Algunos problemas de geodinámica”) le permitió ganar el Premio Adams en 1911 cuando desarrolló un modelo matemático para ondas superficiales conocidas como las ondas de Love.

## Vida académica
Se educó en Wolverhampton Grammar School y en 1881 se ganó una beca para el St John's College, Cambridge. Ahí estuvo indeciso sobre estudiar arte y cultura clásica o matemáticas. Sus brillantes resultados académicos le hicieron optar por las matemáticas. En 1898 obtuvo el puesto de Sedleian Professor of Natural Philosophy en la Universidad de Oxford, cargo en el que se mantuvo hasta su muerte en 1940.

## Libros, premios y honores
- Escribió el libro de dos volúmenes A Treatise on the Mathematical Theory of Elasticity (Un tratado sobre la teoría matemática de elasticidad”).

- Sus otros premios incluyen la medalla de la Royal Society en 1909 y la Medalla Sylvester en 1937. También ganó la Medalla De Morgan de la  Sociedad Matemática de Londres en 1926. Fue secretario de esta última sociedad entre 1895 y 1910 y presidente de ella entre 1912 y 1913.

## Eponimia
- En 1970 la UAI decidió en su honor llamarle «Love» a un astroblema ubicado en la Cara oculta de la Luna.[1]
- Los números de Love y las ondas de Love llevan estos nombres en su honor.